# 유향나무
유향나무(乳香--, frankincense 또는 olibanum-tree, 학명: Boswellia sacra 보스웰리아 사크라[*])는 감람나무과의 나무이다. 원산지는 아라비아반도 남단의 오만과 예멘 및 인접한 아프리카의 뿔을 가리키는 지역이기도 하는 소말리아이다. 유향나무의 진인 유향은 향이나 향수를 만드는 것을 목적으로 쓰인다. 그 외에도 관절염을 치료할 때에도 매우 유용하다.